# Ishania chicanna
Ishania chicanna är en spindelart som beskrevs av Rudy Jocqué och Léon Baert 2002. Ishania chicanna ingår i släktet Ishania och familjen Zodariidae. Inga underarter finns listade i Catalogue of Life.